# Турнан (Жер)
Турна́н (фр. Tournan) — коммуна во Франции, находится в регионе Юг — Пиренеи. Департамент — Жер. Входит в состав кантона Ломбес. Округ коммуны — Ош.
Код INSEE коммуны — 32451.

## География

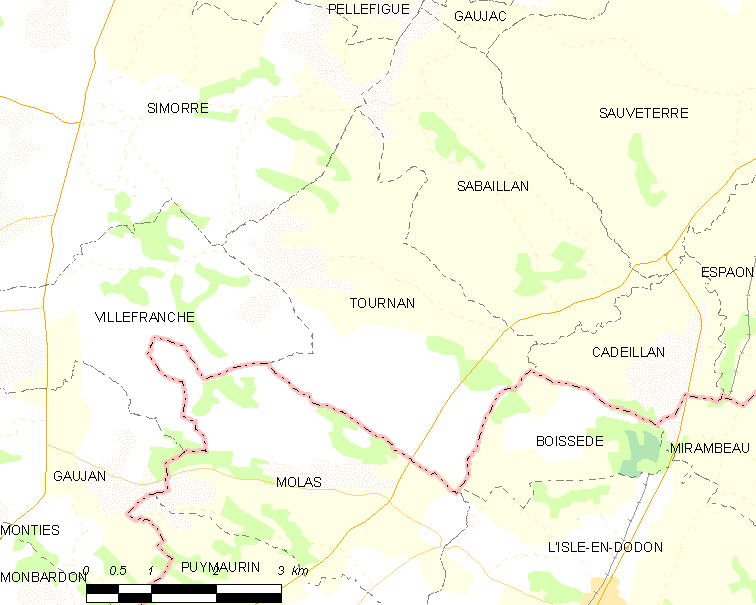
Карта коммуны

Коммуна расположена приблизительно в 620 км к югу от Парижа, в 60 км западнее Тулузы, в 29 км к юго-восточнее от Оша.
На юго-востоке коммуны протекает река Жес.

## Климат
Климат умеренно-океанический. Лето жаркое и немного дождливое, температура часто превышает 35 °С. Зимой часто бывает отрицательная температура и ночные заморозки. Годовое количество осадков — 700—900 мм.

## Население
Население коммуны на 2010 год составляло 198 человек.
| 1962 | 1968 | 1975 | 1982 | 1990 | 1999 | 2010 |
| ---- | ---- | ---- | ---- | ---- | ---- | ---- |
| 232  | 201  | 193  | 180  | 182  | 178  | 198  |

## Администрация
| Период | Период | Фамилия        | Партия | Примечания |
| ------ | ------ | -------------- | ------ | ---------- |
| 1935   | 1977   | Жюльен Камажу  |        |            |
| 1977   | 1995   | Ив Грамон      |        |            |
| 1995   | 2008   | Жан-Люк Мимуни |        |            |
| 2008   | 2020   | Моиз Бузен     |        |            |

## Экономика
В 2010 году среди 127 человек трудоспособного возраста (15-64 лет) 91 были экономически активными, 36 — неактивными (показатель активности — 71,7 %, в 1999 году было 69,6 %). Из 91 активных жителей работали 83 человека (42 мужчины и 41 женщина), безработных было 8 (5 мужчин и 3 женщины). Среди 36 неактивных 8 человек были учениками или студентами, 15 — пенсионерами, 13 были неактивными по другим причинам.